# Kiekko-Laser
Kiekko-Laser (w skrócie K-Laser) – fiński klub hokeja na lodzie z siedzibą w Oulu.

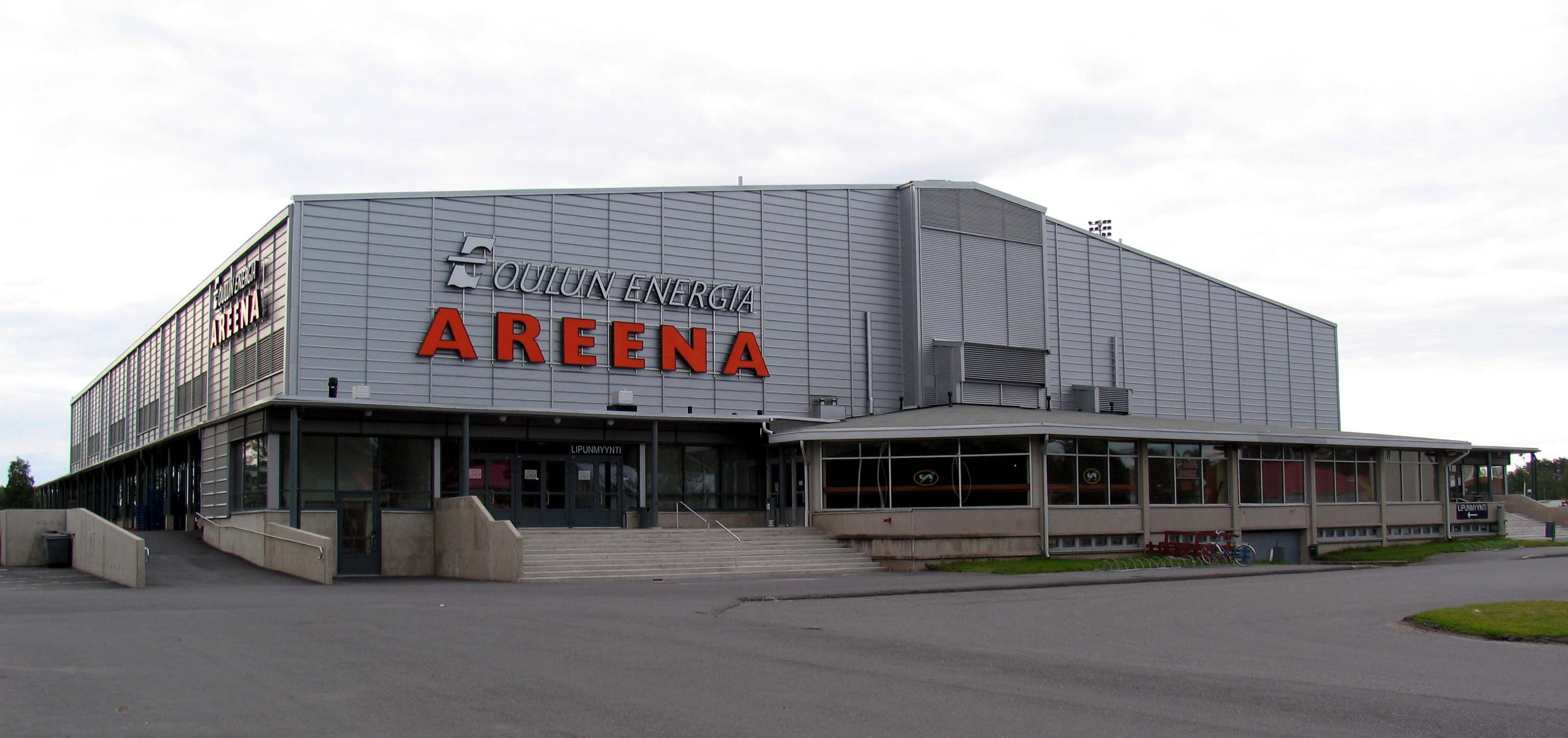
Lodowisko klubu

Wcześniej działał klub Laser HT (1997–2005). Po wygraniu sezonu w rozgrywkach Suomi-sarja (trzeci poziom ligowy) w 2010 drużyna została przyjęta do ligi Mestis (drugi poziom). W trakcie kolejnej edycji tych rozgrywek (2011/2012) na początku grudnia 2011 poinformowano, że wycofano się z restrukturyzacji zadłużenia ze względu na trudną sytuację gospodarczą, wskutek czego nastąpi upadłość klubu i wycofanie z rozgrywek.
Drużyna służyła za zespół farmerski dla Oulun Kärpät z rozgrywek SM-liiga.
W późniejszym czasie ponownie reaktywowano drużynę Laser HT.

## Sukcesy
- Srebrny medal Suomi-sarja: 2008
- Brązowy medal Suomi-sarja: 2009
- Złoty medal Suomi-sarja: 2010